# Life After People
Life After People is een documentairereeks van de Amerikaanse televisiezender History waarvan tussen 2008 en 2010 twee seizoenen van elk tien afleveringen werden uitgezonden. De reeks werd voorafgegaan door een twee uur durende documentaire die op 21 januari 2008 werd uitgezonden. De slagzin is Welcome to Earth... population: zero.
In de reeks speculeren wetenschappers en ingenieurs over wat zou gebeuren met gebouwen, monumenten, historisch erfgoed en gedomesticeerde dieren indien de mens plots zou verdwijnen. Daarvoor baseren ze zich onder meer op wat te zien is in bestaande verlaten plaatsen. Het wordt duidelijk dat gebrek aan onderhoud aan de structuren zelf en aan onder meer waterbeheerinfrastructuur in de regio nagenoeg alle structuren op een termijn van enige eeuwen fataal wordt.

## Afleveringen

### Seizoen 1
1. The Bodies Left Behind
2. Outbreak
3. The Capital Threat
4. Heavy Metal
5. The Invaders
6. Bound and Buried
7. Sin City Meltdown
8. Armed & Defenseless
9. Roads to Nowhere
10. Waters of Death

### Seizoen 2
1. Wrath of God
2. Toxic Revenge
3. Crypt of Civilization
4. Last Supper
5. Home Wrecked Home
6. Holiday Hell
7. Waves of Devastation
8. Sky's the Limit
9. Depths of Destruction
10. Take Me to Your Leader